# (19727) Allen
(19727) Allen ist ein Asteroid des Hauptgürtels, der am 4. Dezember 1999 vom US-amerikanischen Amateurastronomen der Charles W. Juels am Fountain-Hills-Observatorium (IAU-Code 678) in Arizona entdeckt wurde.
Der Asteroid wurde am 13. Juni 2006 nach dem in London ansässigen Solarphysiker und Astronomen Clabon Walter Allen (1904–1987) benannt.